# MaK 600 D
MaK 600 D — 4-осный тепловоз с гидропередачей и групповым дышловым приводом. Произведён немецкой фирмой Maschinenbau Kiel AG. Строился с 1953 по 1961 год, всего построены 58 тепловозов.

## Устройство
Четырехтактный рядный 6-цилиндровый дизель типа «МАК MS 301 A» при 750 об/мин развивает мощность 630 л. с. (442 кВт). Тепловоз служебным весом 46–60 т достигает скорости - в зависимости от конкретной передачи - до 68 км/ч. Ёмкость топливного бака — 1500 литров.

## Использование
В общей сложности 19 машин пошли на Кубу; девять локомотивов были поставлены в Турцию. Крупнейшим заказчиком в Германии были Ноймюнстер Альтона и вестфальская государственная железная дорога, которая получила три локомотива.
Сегодня сохранилось семь локомотивов. Одним из них является «Inge» Betriebs-GmbH Brohltal узкой колеи.